# Daniël Merlevede
Daniël Merlevede (Geluveld, 18 november 1911 - Oostakker, 28 januari 2014) was een Vlaams academicus, publicist en promotor van de Heel-Nederlandse gedachte.

## Levensloop
Na de eerste jaren middelbaar onderwijs aan het Sint-Vincentiuscollege in Ieper volgde hij vanaf 1925 de middelbare in de normaalschool in Torhout, waar hij in 1930 het onderwijzersdiploma behaalde. Hij studeerde vervolgens lichamelijke opvoeding en pedagogie aan de universiteit van Gent en promoveerde in 1935. Hij was achtereenvolgens leraar aan het atheneum van Diest (1935-1938) en assistent van prof. Jan Fransen in Gent (1938-1943) en behaalde ondertussen een doctoraat in de lichamelijke opvoeding.
Tijdens de Tweede Wereldoorlog was Merlevede directeur van het PMS van Groot-Brussel (1943-1944). In 1949 begon hij een psychopedagogische praktijk in Gent en van 1965 tot aan zijn pensioen was hij stafmedewerker en adjunct-directeur bij het Katholiek Vormingsinstituut voor Maatschappelijk Werk in Gent.
Merlevede zette zich daarnaast zeer veelzijdig in, o.a. in de raad van beheer van de toenmalige BRT, in het Gentse Jeugdbeschermingscomité, als jarenlang voorzitter van de oudervereniging van het Sint-Bavohumaniora in Gent, en in vele Vlaamse verenigingen.
Tegen het einde van zijn leven gold hij als een der oudste, zo niet de oudste computergebruiker in Vlaanderen. Hij overleed in 2014 in zijn 103de levensjaar.

## Vlaams en Heel-Nederlands
Merlevede groeide op in een Vlaamsgezinde omgeving. Hij was van jongs af aan en tot op zeer hoge leeftijd actief op tal van domeinen, en meer bepaald in de Vlaamse Beweging. 
Hij begon in zijn studententijd als voorzitter van de studentengilde in Ieper. In Torhout richtte hij een afdeling op van het Algemeen Katholiek Vlaams Studentenverbond (AKVS). Hij kwam in contact met de extreem-Vlaamse priester Robrecht De Smet en met de Jong Nederlandsche Gemeenschap, een voorstander van de Groot-Nederlandse gedachte, waar hij zich voortaan voor inzette. Hij bleef ook actief binnen het AKVS. Tijdens de Tweede Wereldoorlog hield hij zich afzijdig van collaboratie en van door de bezetter gecontroleerde jeugdbewegingen.
Na de oorlog begon hij hulp te verlenen aan personen die voor collaboratie waren opgepakt. Hij organiseerde geldinzamelingen, op basis van bidprentjes, waarvoor hij teksten kreeg van de jezuïeten Desideer Stracke, Jozef Van Opdenbosch en Léonce Reypens.
Hij stichtte, en werd hoofdredacteur van, het satirisch blad Rommelpot (1945-1949), waarin hij de overdrijvingen van de epuratie- of repressiepolitiek hekelde. Het kostte hem een assisenproces, aangespannen door de Belgische overheid. Hij werd veroordeeld tot de symbolische frank, en tot de kosten van het (lange) proces, maar in 1949 uiteindelijk vrijgesproken.
Van juni 1948 tot maart 1949 gaf hij ook het maandblad Het Spoor der Lage Landen uit, waarin hij o.a. de vaak (verkeerd) gebruikte slogan "Vlaanderen eerst" lanceerde. Deze leuze pleitte voor een politieke actie, met als eerste doel het lot van Vlaanderen, en niet dat van de kerk. 
Hij was in 1949 een van de medestichters van de Vlaamse Concentratie, voorloper van de Volksunie. Hij voerde de Kamerlijst aan bij de wetgevende verkiezingen voor het arrondissement Gent, maar werd niet verkozen.
Voortaan vertoefde Merlevede in de schaduw, maar bleef hij niettemin zeer actief. Men vond hem onder meer terug:
- bij de Heel-Nederlandse De Nederlanden in Europa,
- in de strijd voor Leuven Vlaams in 1968,
- bij de stichting van de Vlaamse Volksbeweging (1956),
- als bestuurslid van de Vereniging voor Wetenschap,
- als medewerker van de Stichting Willem de Zwijger, voor meer toenadering tot Nederland,
- als lid en voorzitter van het Komitee voor Frans-Vlaanderen (KFV),
- als actief lid van ANV sinds zijn prille jeugd, tot aan zijn dood,
- als jurylid voor de ANV-Visser Neerlandia-prijs.

## Publicaties
- Vlaamse Beweging: vandaag, gisteren, morgen, Halle, Vandenberghe, 1977.
- De Vlaamse Beweging 1905-1914, in: VOS-Visies-I, Brussel, Verbond V.O.S., 1981.
- Schakel in een doorlopende keten, in: Wies Moens, 1898-1982, Gedenkboek door Erik Verstraete, Antwerpen, Stichting Mercator-Plantijn, 1984.
- Merlevede publiceerde ook studies over Robrecht De Smet, Lodewijk Dosfel, Desideer Stracke en Jan Fransen.